# DoceboLMS
Docebo è una piattaforma Cloud/SaaS per l'e-learning, detta anche Learning Management System.
Docebo, dal latino docere, è utilizzato per la formazione aziendale e si integra con sistemi di videoconferenza e gestione delle risorse umane. Docebo è compatibile con SCORM 1.2 e 2004, così come con Tin Can (experience API). Sviluppato da Docebo Spa, il programma era originariamente distribuito sotto licenza GPL V2.0. Il programma è ora disponibile come piattaforma "as a service" con tecnologia Cloud e con la possibilità di integrazione con software terzi. La versione più recente è la 6.2.
Claudio Erba, che ricopre il ruolo di CEO, ha fondato Docebo nel 2005.

## Storia
Nel 2005, Claudio Erba fonda Docebo.. Nel 2006, Seeweb ha investito €150.000 nella start up.
Nel 2012 Docebo ha ricevuto 2,4 milioni di euro di finanziamento da Principia II. A luglio 2013, Docebo ha avviato un'alleanza con Rysto. Successivamente nello stesso anno Docebo ha aperto un ufficio ad Athens, in Georgia.